# Ryosuke Sasaki
Ryosuke Sasaki (6. ožujka 1993.) je japanski rukometaš. Nastupa za klub Toyoda Gosei i reprezentaciju Japana.
Natjecao se na Svjetskom prvenstvu u Danskoj i Njemačkoj 2019. gdje je reprezentacija Japana završila na posljednjem 24. mjestu.